# Richarda van Beieren
Richarda van Beieren of Richardis van Wittelsbach (Kelheim, 1173 — Anagni, bij Rome 20.09.1232) was een dochter van hertog Otto I van Beieren en Agnes van Loon. Zij huwde in 1186 met graaf Otto I van Gelre.
Richarda was een belangrijk persoon in de Gelderse politiek. Haar familie voerde dezelfde leeuw in haar wapen als de Gelderse graven. Zij was diepreligieus. Na het overlijden van Otto I in 1207 liet ze een woning bouwen op de Elberg in de buurt van het kluizenaarsklooster Bethlehem bij Doetinchem waar zij van tijd tot tijd verbleef. Daar wijdde zij zich aan God en zij steunde de kloostergemeenschap.
De Gelderse graven hadden nauwe banden met de cisterciënzer orde met name met het klooster Kamp. Samen met haar man was Richarda lid van de gebedsgemeenschap van de abdij van Altenberg. Eind 12e eeuw had Otto I het plan zelf een cisterciënzer klooster te stichten maar had dit niet ten uitvoer gebracht. Tien jaar na het overlijden van haar man wilde Richarda toetreden tot deze orde. Omdat Gelre geen cisterciënzer klooster bezat stichtte haar zoon graaf Gerard III in 1218 in Roermond het Onze-Lieve-Vrouwenmunster. Richarda werd de eerste abdis van deze vrouwenabdij. De abt van de abdij Kamp werd als visitator aangesteld.
In 1228 stichtte zij het klooster Mariënhorst bij Deventer.
Richarda overleefde haar zoon Gerard III graaf van Gelre die in 1229 overleed. Haar kleinzoon Otto II graaf van Gelre en Zutphen verleende in 1231 stadsrechten aan Harderwijk. Waarschijnlijk zijn deze rechten in opdracht van Richarda overgeschreven van de Roermondse rechten.
Richarda werd begraven in de abdij van Roermond.

## Kinderen
Uit het huwelijk met Otto I zijn de volgende kinderen bekend:
- Hendrik (ovl ca. 1198), mederegent, verloofd met Ada van Holland, dochter van Dirk VII, maar kort daarna overleden en begraven in de Abdij van Rijnsburg
- Gerard III van Gelre, opvolger van zijn vader
- Aleid, gehuwd met graaf Willem I van Holland
- Otto I, bisschop van Utrecht
- Irmgard (ovl. na 1230), gehuwd met graaf Adolf I van der Mark
- Margaretha (-1264), gehuwd met graaf Lotharius II van Ahr en Hochstädten, broer van aartsbisschop Koenraad van Keulen
- Mechtildis, gehuwd met graaf Hendrik II van Nassau